# Boson I de Talleyrand-Périgord
Charles Guillaume Frédéric Boson de Talleyrand-Périgord (ur. 16 maja 1832 w Auteuil, zm. 21 lutego 1910 w Paryżu) – książę żagański (1898-1906), książę de Talleyrand-Périgord (1898-1910), dandys.

## Życiorys

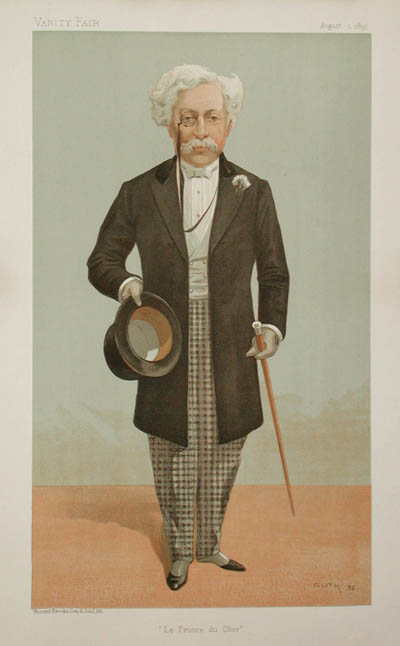
Boson de Talleyrand-Périgord 1 sierpnia 1895

### Wczesne życie
Był synem Ludwika Napoleona de Talleyrand-Périgord (1811-1898) księcia żagańskiego oraz de Valençay i Anny Luizy Charlotty Alix de Montmorency (1810-1858). Jego dziadkami ze strony ojca byli Edmond de Talleyrand-Périgord, książę Dino (1787-1872), a później książę de Talleyrand-Périgord oraz Dorota de Talleyrand-Périgord, księżna żagańska (1793-1862). Jego dziadek ze strony matki był księciem Montmorency.

### Kariera
Boson był oficerem kawalerii, był też jedną z głównych postaci francuskiego społeczeństwa w drugiej połowie XIX wieku. Boni de Castellane pisał o nim:
Kabotyn, odważny, sympatyczny, wysoki, ale bez wdzięku, odznaczał się niezwykłą elegancją, wyglądem wielkiego seigneur, ale w pewnym sensie aktorem Gil-Pérèsem. Dość dyplomatyczny, bardzo ignorancki, bez zamiłowania do rzeczy wartościowych, był pełen „szyku”, który przejawiał się we wszystkich jego dźwiękach, gestach, pozach, a nawet czarnym pasku jego okularów. Celował w sztuce oddawania hołdu kobietom. Panował w Paryżu nad tłumem osobistości z „wielkiego świata”, podobnie jak nad ludźmi bardziej wątpliwymi. Książę z tytułu i książę mody, posiadał tytuły izby parów i konferansjera rewii.

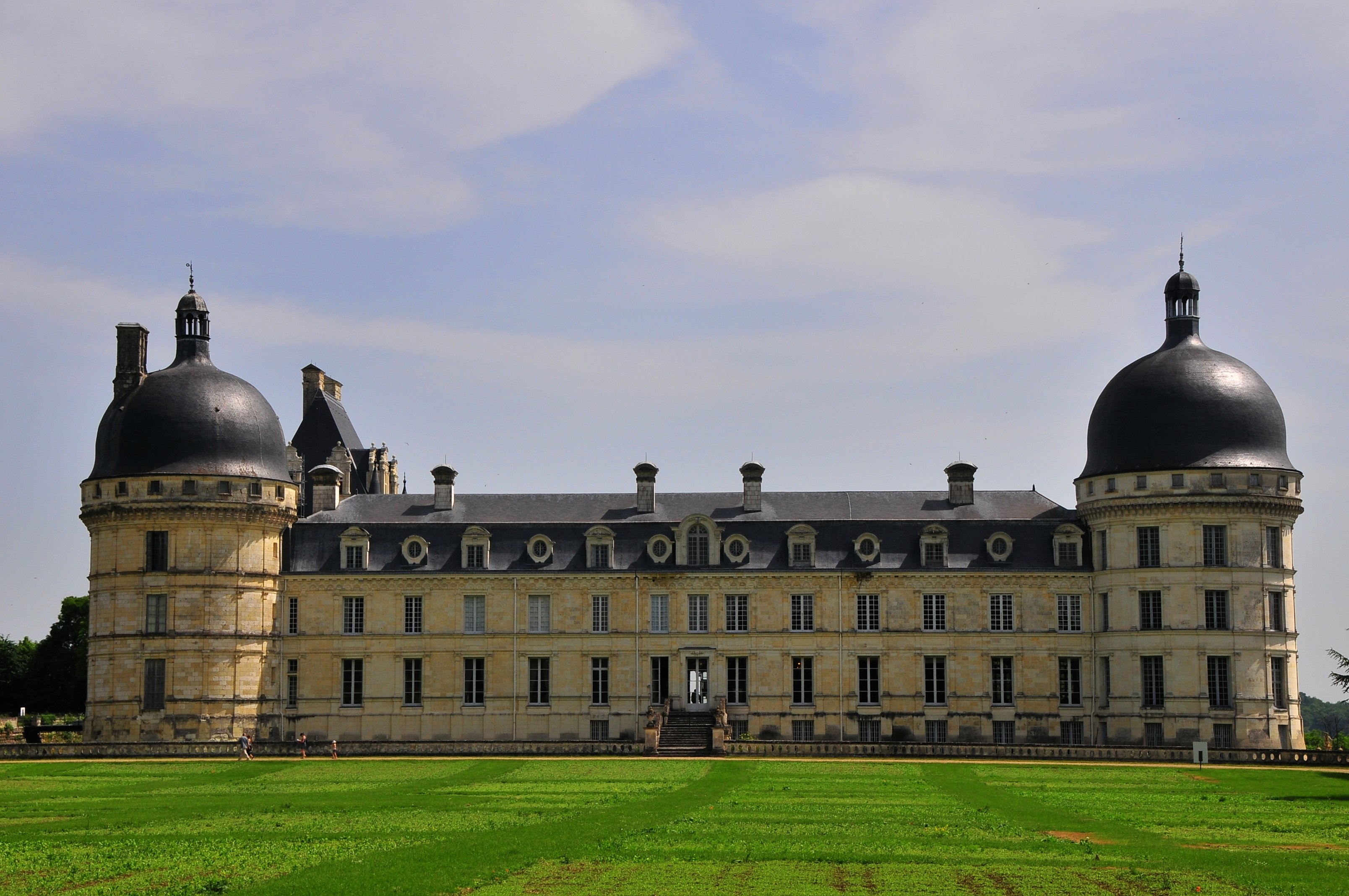
Posiadłość Bosona w Valencay

### Książę
W 1898 r., po śmierci jego ojca Ludwika Napoleona, odziedziczył po nim tytuły książęce, stając się Jego Najjaśniejszą Wysokością, 4. księciem de Talleyrand-Périgord i księciem Żagańskim.
Książę nie szczędził środków na utrzymanie pałacu książęcego w odpowiednim stanie technicznym. W latach 1898–1906 na jego polecenie dokonano wymiany starych fundamentów pałacu na kamienne, a pod korytarzami zbudowano tunele z cegły maszynowej, kryte stropami Kleina. Wymieniono także pokrycie dachu z dachówki ceramicznej na blachę cynkową, przeprowadzono remont wszystkich pomieszczeń, które ucierpiały w wyniku obsuwania się starych fundamentów, odrestaurowano maszkarony na elewacjach pałacu, a we wnętrzu obiektu założono schody marmurowe, dokonano również częściowej wymiany pieców i kominków oraz nowe obicia ścian. Prace te kosztowały ponad 500 tys. marek niemieckich. Powstały za czasów księżnej Doroty układ pomieszczeń został częściowo przekształcony, zmieniono też nazewnictwo niektórych pomieszczeń. W 1899 r. sprzedał na aukcji w Paryżu część przechowywanych w pałacu obrazów, jednak większość obiektów z dawnej kolekcji księżnej Doroty pozostały w Żaganiu do czasów II wojny światowej. Od początku XX w. książę udostępnił dla zwiedzających za niewielką opłatą reprezentacyjne pomieszczenia I piętra pałacu oraz kaplicę zlokalizowaną na parterze. Jednocześnie na terenie parku prowadzono działania zmierzające do usunięcia dotkliwych skutków powodzi z 1897 r., m.in. odbudowano Most Królewski, a przed 1903 r. wzniesiono także nowy most żelazny nad odnogą Bobru, która powstała w wyniku wspomnianej powodzi. Na polecenie księcia Bosona w 1904 r. przeprowadzono w parku książęcym pracę pielęgnacyjne i porządkowe na wielką skalę, których koszt wyniósł 16 tys. marek.
Za jego panowania pierwszym ważnym wydarzeniem w Żaganiu było uruchomienie kanalizacji miejskiej w 1899 r. W 1900 r. miasto przekroczyło liczbę 13 tysięcy mieszkańców. W 1902 r. wybudowano kaplicę dla gminy luterańskiej (obecnie kościół polsko-katolicki). Jeszcze za życia księcia w latach 1908-09 zbudowano szpital miejski przy obecnej ulicy J. Piłsudskiego i wieżę ciśnień (Bismarckturm).
10 lipca 1912 r. pośmiertnie został potwierdzony jako 5. książę Dino przez króla Włoch Huberta II. W 1906 r. oddał władze nad Żaganiem swojemu synowi Hélie de Talleyrand-Périgord. Po jego śmierci Hélie został też księciem Talleyrand-Périgord.

## Życie prywatne
W 1858 poślubił Jeanne Seillière (1839-1905), dziedziczkę barona de Seilliere, dostawcy zaopatrzenia wojskowego, który wzbogacił się podczas wojny francusko-pruskiej. Razem mieli dwoje dzieci:
- Hélie de Talleyrand-Périgord, późniejszego księcia żagańskiego i księcia de Talleyrand-Périgord (1859-1937), który poślubił Annę Gould. Wcześniej była żoną kuzyna Hélie Boni de Castellane (w latach od 1895 do 1906).

- Paul Louis Marie Archambault Boson de Talleyrand-Périgord, późniejszego księcia de Valençay oraz księcia de Talleyrand-Périgord (1867-1952), który poślubił Helen Stuyvesant Morton (1876-1952), córkę byłego wiceprezydenta USA Levi Mortona[7][8]. Rozwiedli się w 1904[9][10].

Boson I Talleyrand zmarł 21 lutego 1910 r. w Paryżu.